# Top of the World (Brandy)
Top of the World è un brano musicale R&B della cantante statunitense Brandy con la partecipazione del rapper Ma$e, prodotto da Rodney "Darkchild" Jerkins e scritto da questi con Fred Jerkins III, Mason Betha, LaShawn Daniels, Traci Hale, Isaac Phillips, and Nycolia Turman per il secondo album in studio della cantante, Never Say Never. Il brano è stato pubblicato nell'autunno del 1998 come secondo singolo tratto dall'album per il mercato internazionale, infatti in Usa ha scalato solo le classifiche radiofoniche. Il singolo ha avuto successo in vari paesi, ed è arrivato al numero 2 nella classifica del Regno Unito.

## Video
Il videoclip del singolo è stato diretto dal regista Paul Hunter ed ha un'ambientazione urbana. Si apre con la camera che esce dalla finestra di un appartamento per mostrare alcune scene di strada, come ragazzi che eseguono passi di break dance sul marciapiede. Ma$e esce da una Mercedes e inizia a rappare l'intro del pezzo. Brandy, che inizialmente viene mostrata semplicemente in una camera spoglia ma vivacemente colorata, diventa improvvisamente protagonista di fenomeni soprannaturali: parla al telefono mentre è sdraiata sul muro di un palazzo sfidando la legge di gravità, fluttua nell'aria, rimane sospesa, accende lampadine col semplice tocco delle mani, cammina sui muri. Durante il ponte della canzone l'artista inizia a fluttuare sopra le macchine in coda, e le persone incredule scendono dai veicoli per osservarla meglio. Brandy esegue anche una coreografia con un numeroso corpo di ballerini, in una larga pedana situata tra due palazzi. Ma$e, che rimane a terra per tutto il video, alla fine prende per mano la cantante sospesa a mezz'aria e la invita a scendere. IN questo video Brandy, oltre a sfoggiare la capigliatura a treccine lasciate libere tipica del suo look di quegli anni, presenta anche delle acconciature più sofisticate, in cui i capelli sono raccolti sopra la testa per formare due o quattro trecce classiche.

## Ricezione
Negli Usa il singolo non è stato pubblicato nei negozi, per cui è entrato solo in alcune classifiche di Billboard, tra cui la Hot 100 Airplay (dedicata esclusivamente al passaggio in radio), dove ha raggiunto la posizione numero 44. È comunque riuscito ad entrare nella top40 della classifica R&B e nella top10 della Rhytmic Top40. Nella ARC Weekly Top 40 invece, non solo è riuscito ad entrare in classifica, ma è arrivato anche alla posizione numero 12.
Nel Regno Unito invece la canzone è diventata una di quelle di maggior successo della cantante: non solo è arrivata al numero 1 delle classifiche R&B britanniche, dove è rimasta per 6 settimane di seguito, ma è arrivata perfino al numero 2 nella classifica nazionale, posizione raggiunta anche dal precedente The Boy Is Mine, ottenendo anche il disco d'argento, con oltre 200 000 copie vendute. In Canada il singolo è arrivato al numero 21, mentre in Nuova Zelanda, dopo essere entrato al numero 20 il 18 ottobre 1998, ha raggiunto la posizione numero 11 due settimane più tardi, diventando il terzo singolo della cantante ad ottenere questa posizione, dopo I Wanna Be Down e Best Friend, oltre ad essere l'ottavo singolo della cantante ad essere entrato nella top20 neozelandese. In Australia è il quarto singolo di Brandy ad essere entrato nella top40, dove ha raggiunto la posizione numero 39, la stessa ottenuta in Francia, dove è stato il secondo singolo di Brandy ad essere mai entrato in classifica.

## Classifiche
| Classifica (1998)                        | Posizione |
| ---------------------------------------- | --------- |
| Australia                                | 39        |
| Canada                                   | 21        |
| Europa                                   | 10        |
| Paesi Bassi                              | 33        |
| Francia                                  | 39        |
| Germania                                 | 42        |
| Irlanda                                  | 18        |
| Nuova Zelanda                            | 11        |
| Svezia                                   | 52        |
| Svizzera                                 | 42        |
| Regno Unito                              | 2         |
| U.S. ARC Weekly Top 40                   | 12        |
| U.S. Billboard Hot 100 Airplay Chart     | 44        |
| U.S. Billboard R&B/Hip-Hop Tracks        | 19        |
| U.S. Billboard R&B/Hip-Hop Airplay chart | 4         |
| U.S. Billboard Rhythmic Top 40           | 10        |

## Tracce

### U.S. Part II CD Single
1. Top Of The World Part II (Club Mix) (5:15) (Featuring Fat Joe & Big Pun)
2. Top Of The World Part II (Instrumental) (5:15) (Featuring Fat Joe & Big Pun)
3. Top Of The World Part II (Radio Version) (4:07) (Featuring Fat Joe & Big Pun)
4. Top Of The World Part II (Acapella) (5:05) (Featuring Fat Joe & Big Pun)

### UK Part I CD Single
1. Top Of The World (Edit) (4:11) (Featuring Ma$e)
2. Top Of The World (No Rap Edit) (3:22)
3. Top Of The World (Instrumental) (4:41)

### Remixes CD Single
1. Top Of The World (Part II Club Mix) (5:15) Featuring - Big Punisher, Fat Joe
2. Top Of The World (Album Version) (4:40) Featuring - Mase
3. Top Of The World (Part II Club Mix Instrumental) (5:16)
4. Top Of The World (Album A Cappella) (4:27) Featuring - Mase
5. Top Of The World (Boogiesoul Club Remix) (6:45) Featuring - Mase
6. Top Of The World (Boogiesoul Club Instrumental) (6:25) Featuring - Mase
7. Top Of The World (Part II A Cappella) (5:05) Featuring - Big Punisher, Fat Joe